# Sandie Lindsay
Alexander Dunlop Lindsay, 1er baron Lindsay de Birker (14 mai 1879 – 18 mars 1952), connu sous le nom de Sandie Lindsay, est un universitaire et pair écossais,,.
Lindsay travaille dans plusieurs universités, débutant sa carrière en tant que chercheur en philosophie morale à l'Université d'Édimbourg et en tant que maître de conférences à l'Université Victoria de Manchester. Il rejoint ensuite le Balliol College d'Oxford, où il est élu membre en 1906. Il sert dans l'armée britannique pendant la Première Guerre mondiale. Il est professeur de philosophie morale à l'Université de Glasgow de 1922 à 1924, avant de retourner à l'Université d'Oxford en tant que maître du Balliol College en 1924. Il est également vice-chancelier de l’Université d’Oxford de 1935 à 1938. Après avoir pris sa retraite d'Oxford en 1949, il devient le premier directeur de l'University College of North Staffordshire (aujourd'hui l'Université de Keele).
Lindsay se présente sans succès aux élections à la Chambre des communes lors de l'élection partielle d'Oxford en 1938, en tant que candidat indépendant opposé aux accords de Munich. Il est cependant fait baron le 13 novembre 1945 et siège ainsi comme pair à la Chambre des lords.

## Début de la vie
Il est né à Glasgow le 14 mai 1879, fils d'Anna et de Thomas Martin Lindsay. Il fait ses études à partir de 1887 à la Glasgow Academy, puis à l'Université de Glasgow, où il obtient une maîtrise ès arts en 1899, et enfin à l'University College d'Oxford, où il obtient une double première en 1902.

## Carrière
En 1903, il remporte la bourse Shaw en philosophie morale à l'Université d'Édimbourg, comme son père, premier récipiendaire de ce prix. Il est maître assistant en philosophie à l'Université Victoria de Manchester de 1904 à 1906, date à laquelle il est élu professeur et tuteur en philosophie au Balliol College d'Oxford.
Pendant la Première Guerre mondiale, il sert en France, est mentionné deux fois dans les dépêches et est lieutenant-colonel.
Il est professeur de philosophie morale à l'Université de Glasgow (1922-1924). Il est président de la Société aristotélicienne de 1924 à 1925. En 1924, il devient maître du Balliol College et vice-chancelier de l'Université d'Oxford de 1935 à 1938. Il travaille avec William Richard Morris qui fait don d'un million de livres sterling pour financer un nouveau laboratoire de chimie physique et un collège de troisième cycle en études sociales, le Nuffield College, Oxford en 1937.
À Oxford, Lindsay est une figure de proue du mouvement d’éducation des adultes. À sa retraite de Balliol, en 1949, Lindsay est nommé premier directeur de l'University College of North Staffordshire qui ouvre ses portes en 1949 et qui est aujourd'hui l'Université de Keele.
En 1938, Lindsay se présente aux élections partielles d'Oxford en tant que « progressiste indépendant » sur la seule question de l'opposition aux accords de Munich, avec le soutien des partis travailliste et libéral ainsi que de nombreux conservateurs, dont les futurs premiers ministres Winston Churchill, Harold Macmillan et Edward Heath, mais perd face au candidat conservateur officiel, Quintin Hogg.
En 1949, Lindsay devient le directeur fondateur de l'University College of North Staffordshire, qui ouvre ses portes à Keele Hall en 1950. Cette institution unique - la première université britannique du XXe siècle - teste de nombreux principes éducatifs de Lindsay et reflète l'idéalisme d'après-guerre de l'époque. Connue par beaucoup sous le nom de « l'expérience Keele », de nombreuses caractéristiques des nouvelles universités des années 1960 sont testées à Keele. L'University College est devenu l'Université de Keele en 1962.

## Vie personnelle
Lindsay épouse Erica Violet Storr (1877 - 28 mai 1962), fille de Francis Storr, en 1907 et ils ont une fille et deux fils.
Il est élevé à la pairie le 13 novembre 1945 sous le nom de baron Lindsay de Birker, de Low Ground dans le comté de Cumberland. Il est introduit à la Chambre des lords le 5 décembre 1945. Il est remplacé dans la baronnie par son fils aîné Michael Francis Morris Lindsay.